# Замулинці (зупинний пункт)
Заму́линці — залізничний пасажирський зупинний пункт Івано-Франківської дирекції залізничних перевезень Львівської залізниці.
Розташований у селі Замулинці Коломийського району Івано-Франківської області на лінії Коломия — Чернівці-Північна між станціями Матіївці (3 км) та Заболотів (8 км).
Станом на серпень 2019 року щодня чотири пари дизель-потягів прямують за напрямком Коломия — Чернівці.